# Rostrotes Rotblattmoos
Das Rostrote Rotblattmoos (Bryoerythrophyllum ferruginascens) ist eine Laubmoos-Art aus der Familie Pottiaceae. Die Art wurde erst 1904 von Wilhelm Mönkemeyer als neue Art beschrieben.

## Merkmale
Diese Art bildet niederwüchsige und lockere bis mäßig dichte Rasen. Die gewöhnlich 1 bis 2 Zentimeter, selten bis 5 Zentimeter hohen Pflanzen sind rötlich bis dunkelbraun und nur an der Spitze gelbgrün bis grün. Unten sind sie rhizoidfilzig.
Die Blätter sind trocken verbogen und eingekrümmt, feucht aufrecht abstehend bis abstehend. Sie sind bis 1,8 Millimeter lang, lanzettlich und in eine mehr oder weniger scharfe Spitze verschmälert. Die Blattränder sind im unteren Blattteil zurückgebogen. Die kräftige Blattrippe endet kurz vor oder in der Blattspitze oder kann kurz austreten.
Die Zellen sind am Blattgrund rechteckig, glatt oder schwach papillös und durchsichtig, im oberen Blattteil rundlich-quadratisch, stark papillös und undurchsichtig. Die Blattspitze endet mit einer bis drei hyalinen Zellen.
Die Art ist diözisch. Sporenkapseln wurden in Europa nicht nachgewiesen. An den Rhizoiden und in Blattachseln sind häufig Brutkörper (Gemmen) vorhanden, die der ungeschlechtlichen Vermehrung dienen. Diese sind dunkelrot bis rötlichbraun, eiförmig bis länglich und mehrzellig.

## Standortansprüche
Das Moos wächst auf offenen, lehmigen, basenreichen, meist kalkhaltigen Böden auf oft mit Steinen oder Schotter durchsetzter Erde. Ebenso siedelt es auf übererdetem Gestein. Geeignete Wuchsorte sind feucht, frisch oder mäßig trocken und licht bis halbschattig. Oft ist es auf Waldwegen, die mit kalkhaltigem Material geschottert sind, zu finden, ebenso an deren Böschungen. Weiters etwa in Steinbrüchen, auf Bergwerkshalden oder auf Brachäckern.

## Verbreitung
Weltweit gibt es Vorkommen in Europa, in Teilen von Asien, in Nord- und Mittelamerika sowie im östlichen Afrika.
In Europa erstreckt sich das Verbreitungsgebiet vor allem auf den mittleren, westlichen und nördlichen Teil. In Mitteleuropa befinden sich die Vorkommen hauptsächlich im Alpenraum und in den Mittelgebirgen. In den Alpen steigt es bis in die alpine Höhenstufe.